# Luis de Moscoso
Luis de Moscoso Alvarado (Badajoz, España, 1505 – Perú, 1551) fue un explorador y conquistador español.
Era sobrino de Pedro de Alvarado y estaba casado con Leonor de Alvarado Xicohténcatl (hija de Pedro de Alvarado).

## Biografía
Acompañó a su tío Pedro de Alvarado a las conquistas de lo que ahora son México, Guatemala y El Salvador. En 1530 fue enviado por su tío para fundar una colonia en la actual zona oriental de El Salvador. El 8 de mayo de 1530 fundó la villa de San Miguel de la Frontera.
En 1534, viajó a Perú junto a su tío Pedro de Alvarado, en donde se embarcaron en una expedición que los llevó por lo que hoy es Ecuador. Posteriormente enviado por su tío prosiguió con la exploración del actual Ecuador, en donde descubrió varias tribus de la provincia de Manabí.
De vuelta en Perú se asoció con Hernando de Soto, pero la discordia entre Diego de Almagro y Francisco Pizarro hizo que él y Hernando de Soto regresaran a España en 1536. En España perdieron la riqueza obtenida, lo que los hizo volver a América. Viajando junto con todo el ejército de Hernando de Soto el 7 de abril de 1538 rumbo a Florida, en donde exploraron el norte del río Misisipi, en cuya exploración muere Hernando de Soto el 21 de mayo de 1542, dejando a Luis de Moscoso a cargo de su ejército.
Luis de Moscoso junto al ejército de Soto marchó al oeste llegando posiblemente al noroeste de Luisiana para luego marchar hacia el suroeste llegando a Texas y volver nuevamente al río Misisipi desde donde navegó junto con su ejército hasta el río Pánuco, desde donde viajó a Ciudad de México, donde escribió dos cartas al rey de España y en donde se casó con Leonor de Alvarado.
En México entró al servicio del virrey de Nueva España Antonio de Mendoza, a quien acompañó a Perú en 1550, donde falleció al año siguiente.